# Kammerorchester des Saarländischen Rundfunks
Das Kammerorchester des Saarländischen Rundfunks wurde 1953 von Karl Ristenpart mit Sitz im saarländischen Saarlouis gegründet. Als Kammerorchester sollte das Ensemble – zunächst unter dem Namen Kammer-Orchester Saarlouis – vornehmlich Werke des Barock und der Frühklassik in öffentlichen Konzerten, in Rundfunksendungen und auf Schallplatte darbieten.

## Aufbauphase
Im Sommer 1953 folgte der Dirigent Karl Ristenpart und Leiter des Berliner RIAS-Kammerorchesters einem Angebot von Radio Saarbrücken, dem späteren Saarländischen Rundfunk, im Saarland ein neues Kammerorchester zu gründen. Dieses Angebot basierte auf der Planung, mit dem neuen Klangkörper Aufnahmen sowohl für den Rundfunk als auch für ein französisches Plattenlabel zu produzieren.
Innerhalb weniger Wochen baute Ristenpart sein Orchester mit 16 Streichern auf, von denen er 10 aus Berlin mitgebracht hatte, darunter das Berliner Hendel-Quartett, dessen Primarius Georg Friedrich Hendel als Konzertmeister eingestellt wurde. Die Bläser, auch die Bläsersolisten, kamen zunächst aus Frankreich, wie etwa der Flötist Jean-Pierre Rampal oder der Oboist Pierre Pierlot. 
Im Oktober 1953 wurde das erste öffentliche Konzert gegeben – im saarländischen Saarlouis, dem Sitz des Orchesters in der Aufbauphase. So kam es, dass das Ensemble zunächst Kammer-Orchester Saarlouis, erst später Saarländisches Kammerorchester genannt wurde. Anfang der 1960er Jahre, nach Fertigstellung der Neubauten des Rundfunks auf dem Saarbrücker Halberg, erfolgte schließlich die finale Umbenennung.

## Das Kammerorchester des Saarländischen Rundfunks
Karl Ristenparts Kammerorchester war ein selbständiger Klangkörper, verwaltungstechnisch mit einem eigenen Stellenplan ausgestattet, damit völlig getrennt vom großen Sinfonieorchester des Saarländischen Rundfunks. In den 14 Jahren bis zu Ristenparts Tod im Dezember 1967 erwarb sich das Kammerorchester einen Ruf als europäisches Spitzenensemble für seine Interpretationen von Werken des Barock und der Vorklassik, aber auch für viele Werke der Neuen Musik. Davon zeugen hunderte von Aufnahmen für den Saarländischen Rundfunk, die Produktion von etwa 170 LPs, mehrfach mit dem Grand Prix du Disque ausgezeichnet, viele Fernsehsendungen im ARD-Programm und in den Dritten Programmen und immer wieder Konzerttourneen.

## Übergangsjahre
Nach Ristenparts Tod 1968 übernahm der Cellist und Dirigent Antonio Janigro bis zu seinem Ausscheiden 1972 die Leitung des Orchesters, unterstützt von Wolfgang Hofmann, dem Chef des Kurpfälzischen Kammerorchesters Mannheim. Danach, ab der Saison 1973/74, wurden die Planstellen des Kammerorchesters in den großen Stellenplan des Sinfonieorchesters übernommen, vornehmlich zur Erweiterung der Spielstärke des großen Orchesters. Bis zu ihrer endgültigen Fusionierung nannten sich die beiden Klangkörper Rundfunk-Kammerorchester Saarbrücken und Rundfunk-Sinfonieorchester Saarbrücken.